# 一貫道崇德學院
一貫道崇德學院是一所位於臺灣南投縣埔里鎮天元佛院境內的一貫道宗教研修學院。目前招收碩士生。

## 概說
一貫道崇德學院源於一貫道在臺十八組線內的發一組，其下各支線公推發一崇德創辦前人「不休息菩薩」陳鴻珍擔任創辦人。該校以復興道德文化，終身學習，落實學道為三辦學目標。

## 學校架構
| 學術單位       |
| -------------- |
| 一貫道學研究所 |

| 行政單位     |
| ------------ |
| 校長室       |
| 教務處       |
| 學務處       |
| 總務處       |
| 人事行政室   |
| 會計室       |
| 圖書資訊中心 |

| 學生設施             |
| -------------------- |
| 白水大帝大禮堂暨宿舍 |

## 歷年日間部師生比及新生註冊率
- 112學年度日間部學生人數54，專任老師人數6，日間部師生比9（學生數/老師數）。

- 112學年度新生註冊率100%。
- 113學年度新生註冊率100%。

## 外部連結
- 一貫道崇德學院FB